# Leopold Czaska
Leopold Czaska (* 17. Juni 1978 in Wien) ist ein ehemaliger österreichischer Squashspieler.

## Karriere
Leopold Czaska spielte im Jahr 1997 erstmals auf der PSA World Tour. Seine beste Platzierung in der Weltrangliste erreichte er mit Rang 149 im Juli 2003. Zwischen 2001 und 2006 wurde er viermal österreichischer Staatsmeister. Im Doppel errang er sieben Staatsmeistertitel. Mit der österreichischen Nationalmannschaft nahm er 2003 und 2011 an der Weltmeisterschaft teil. Darüber hinaus gehörte er mehrfach zum österreichischen Kader bei Europameisterschaften. Im Einzel nahm er 2004 an der Europameisterschaft teil und erreichte das Achtelfinale, in dem er Jan Koukal unterlag.

## Erfolge
- Österreichischer Staatsmeister: 4 Titel (2001–2003, 2006)
- Österreichischer Staatsmeister im Doppel: 7 Titel (2002, 2010–2012, 2014, 2018, 2019)